# Мохняк Богдан Йосипович
Богда́н Йо́сипович Мохня́к (9 квітня 1957 — 7 травня 2010) — член Національної спілки фотохудожників України, член Національної спілки журналістів України, учасник фотоклубу «Колумб». Проживав і працював у Тисмениці.
Передчасно пішов із життя 7 травня 2010 р..
Учасник багатьох всеукраїнських виставок та престижних зарубіжних фотосалонів (Канада, Велика Британія, Франція, Іспанія, Тайвань, Польща, Росія), лауреат фестивалю народної творчості, переможець міжнародного конкурсу в Німеччині, всеукраїнських конкурсів «Гори і люди», «Буджак», журналу «Україна». Цілий ряд робіт автора перебувають у приватних колекціях в Англії, Франції, США, Іспанії, Бельгії.